# Winfried Schmelz
Winfried Schmelz (* 22. April 1958 in Krems) ist ein österreichischer Baumeister und bildender Künstler.

## Leben
Winfried Schmelz wurde als drittes Kind von Karl und Franziska Schmelz geboren. Die Eltern betrieben Weinbau und eine Buschenschank in Wösendorf in der Wachau. Bis zu seinem 30. Lebensjahr arbeitete er als Bautechniker, reiste aber auch viel (u. a. mehr als ein halbes Jahr durch Lateinamerika) und strebte eine Laufbahn als Künstler an. Ersten Ausstellungen folgten allerdings gescheiterte Aufnahmeversuche an den Wiener Kunstakademien (Akademie für angewandte Kunst, Akademie der bildenden Künste). 1988 legte er die Prüfung zum Baumeister mit Planungsbefugnis ab und gründete sein Unternehmen, das Bauatelier, das zwischenzeitlich bis zu 30 Mitarbeiter beschäftigte; mittlerweile firmiert es unter Bauatelier Schmelz Salomon. 1999 legte er seine Masterthesis an der Donauuniversität Krems vor, womit er der zunehmend ökologischen Orientierung seiner Bautätigkeit Rechnung trug. Sein Werk als planender Baumeister umfasst mehr als 600 Projekte, als bildender Künstler schuf er über 800 Gemälde, Zeichnungen und Skulpturen.

## Werke als planender Baumeister und Solararchitekt
- 1993 Neubau Oasenbad Agathenhof
- 1994 Glockenturm Krems/Mitterau

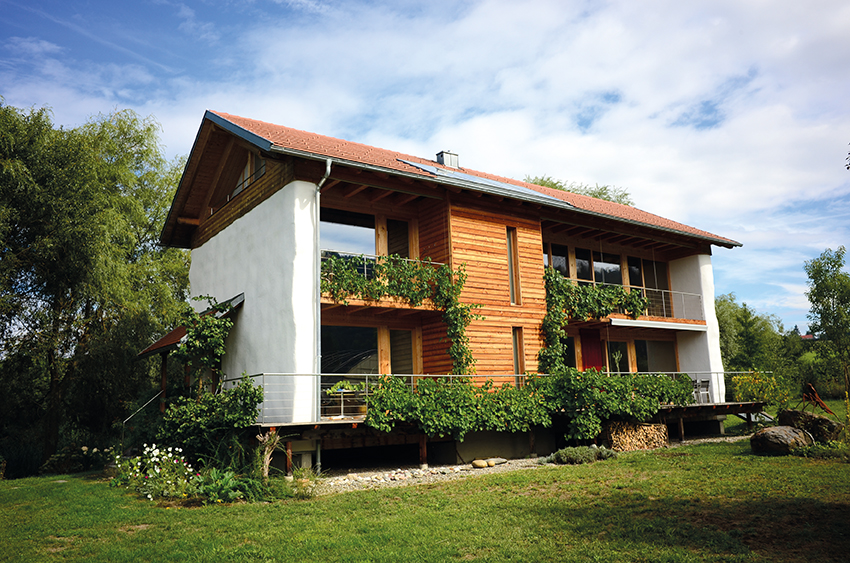
Strohballenbau St. Donat

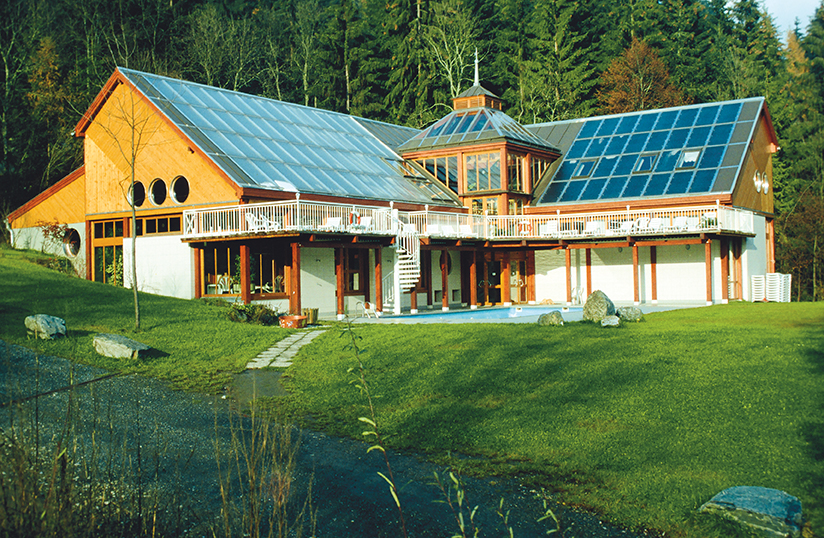
Oasenbad Agathenhof

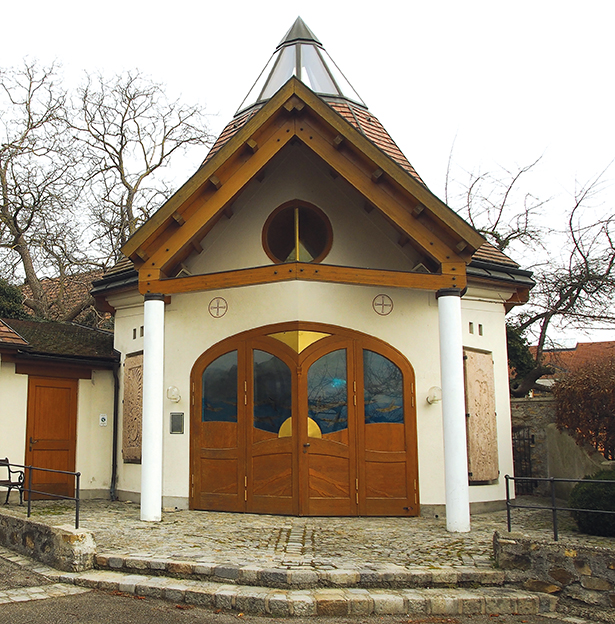
Einsegnungskapelle Emmersdorf

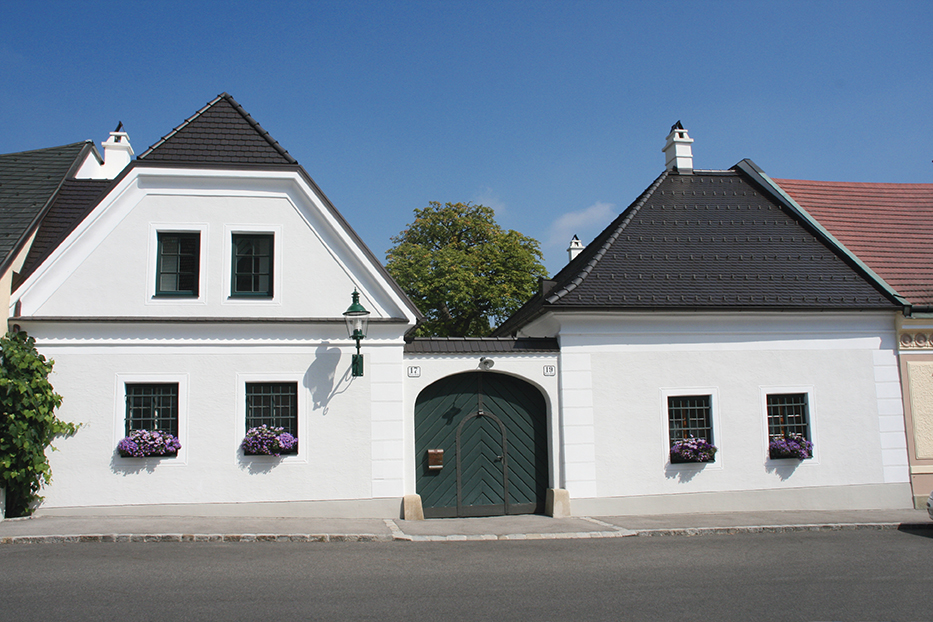
Atelier und Wohnhaus Kindlinger

- 2005 „Wohnhaus mit Aussicht Krems/Donau“
- 2007 Strohhaus in St. Donat
- 2007 Neu- und Zubau Weinbaubetrieb und Wohnhaus Dross
- 2008 Strohballen-Passivhaus Ollersbach

Quelle

## Ausstellungen (Auswahl)

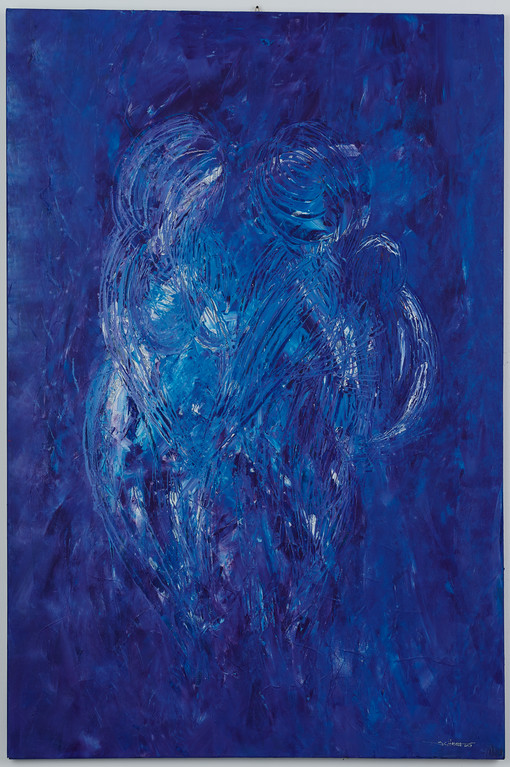
Gehen wir

- 1980 Erstausstellung in der Villa Schwarz in Perchtoldsdorf
- 1981 Rüstkammer der Burg Perchtoldsdorf (gemeinsam mit Prof. Johannes Schreiber)
- 1981 Galerie Hauerhaus Gabriel / Wösendorf
- 2014/15 Kultur & Genuss Gossam / Schüttkasten Primmersdorf – Mensch und Erdenseele
- 2017 – Teilnahme an den Tagen der offenen Ateliers der Kulturvernetzung Niederösterreich[3]

Quelle

## Auszeichnungen (Auswahl)
- 1989 Goldene Kelle (Ortsbildpreis des Landes Niederösterreich) für Wintergartenzubau in Angern[5]
- 1995 Goldene Kelle (Ortsbildpreis des Landes Niederösterreich) für Einsegnungskapelle Emmersdorf
- 2004 NÖ-Dorferneuerungspreis (Anerkennung) für Sanierung und Umbau Malerwinkelhaus Dürnstein
- 2007 Goldene Kelle (Ortsbildpreis des Landes Niederösterreich) für Neubau Strohballenhaus in Wienerherberg
- 2009 Goldene Kelle (Ortsbildpreis des Landes Niederösterreich) für Umbau Winzerhof Schmelz in Wösendorf/Wachau
- 2011 Goldene Kelle (Ortsbildpreis des Landes Niederösterreich) für Umbau eines Mostviertler Vierkanthofes
- 2015 Goldene Kelle (Ortsbildpreis des Landes Niederösterreich) Atelier und Wohnhaus Kindlinger in Gumpoldskirchen[6]
- 2016 Goldener Hahn[7] für den Werkkatalog „SchmelzWerk“[8]
- 2019 German Innovation Award Kategorie „Energy Solutions“ mit dem Eco-Top-Wohnstudio[9]

## Publikationen
- 1995 Erstellung einer Studie im Auftrag der niederösterreichischen Landesregierung zu den Bebauungs- und Siedlungsstrukturen in der Wachau als Basis für weitere Siedlungstätigkeit
- 1999 Masterthesis zum Thema „Solararchitektur in geschützter Kulturlandschaft am Beispiel Weltkulturerbe Wachau“
- 2013 „Geomantie im Hausbau“ – Diplomarbeit zum Abschluss der Geomantieausbildung
- 2015 „SchmelzWerk – 25 Jahre Bauatelier Winfried Schmelz“
- 2021 „SchmelzArt – Werdegang eines Autodidakten“